# Elisabethiella longiscapa
Elisabethiella longiscapa is een vliesvleugelig insect uit de familie vijgenwespen (Agaonidae). De wetenschappelijke naam is voor het eerst geldig gepubliceerd in 1986 door Jacobus Theodorus Wiebes.